# Piarista Iskola (Nagykanizsa)
A nagykanizsai Piarista Iskola (teljes nevén: Piarista Általános Iskola, Gimnázium, Kollégium és Boldog Donati Celesztina Óvoda) Nagykanizsa város és Zala vármegye legrégebbi középiskolája, amelyet Batthyány Lajos nádor alapított 1765-ben. Fenntartója a Piarista Rend Magyar Tartománya.

## Története

### Az alapítástól 1850-ig
Nagykanizsa földesura, Batthyány Lajos nádor élete végén határozta el, hogy birtokközpontjában, Nagykanizsán iskolát alapít a piaristák vezetésével, mivel Zala vármegyében addig nem működött gimnázium. E célból 1763-ban 10 000 forintos alapítványt ajánlott föl a rendnek. Két évig tartó tárgyalások után a szándék végrehajtását már a nádor fiai intézték. Az alapítólevelet Batthyány József kalocsai érsek állította ki 1765. jún. 5-én, a piaristák épületeiről pedig Ádám Vencel, a kanizsai birtok kezelője gondoskodott.
A piaristák két katonai kvártélyházat kaptak a város főutcájának kiszélesedő keleti végén. A régebbi földszintest, amely homlokzatával nyugatra (a város központja felé nézett), iskolai célra rendezték be, az attól északkeletre álló újabbik, emeleteset pedig rendháznak rendezték be. A kettőt 1782-ben, három új tanterem felhúzásával összeépítették, és így egyetlen L alakú épületet alakítottak ki, amelyet később, 1822/1823-ban és 1868-ban minden irányban kibővítettek. 1765-ben a város a felsővárosi temetőben újonnan épült Nepomuki Szent János templomot is átadta a piaristák használatára.

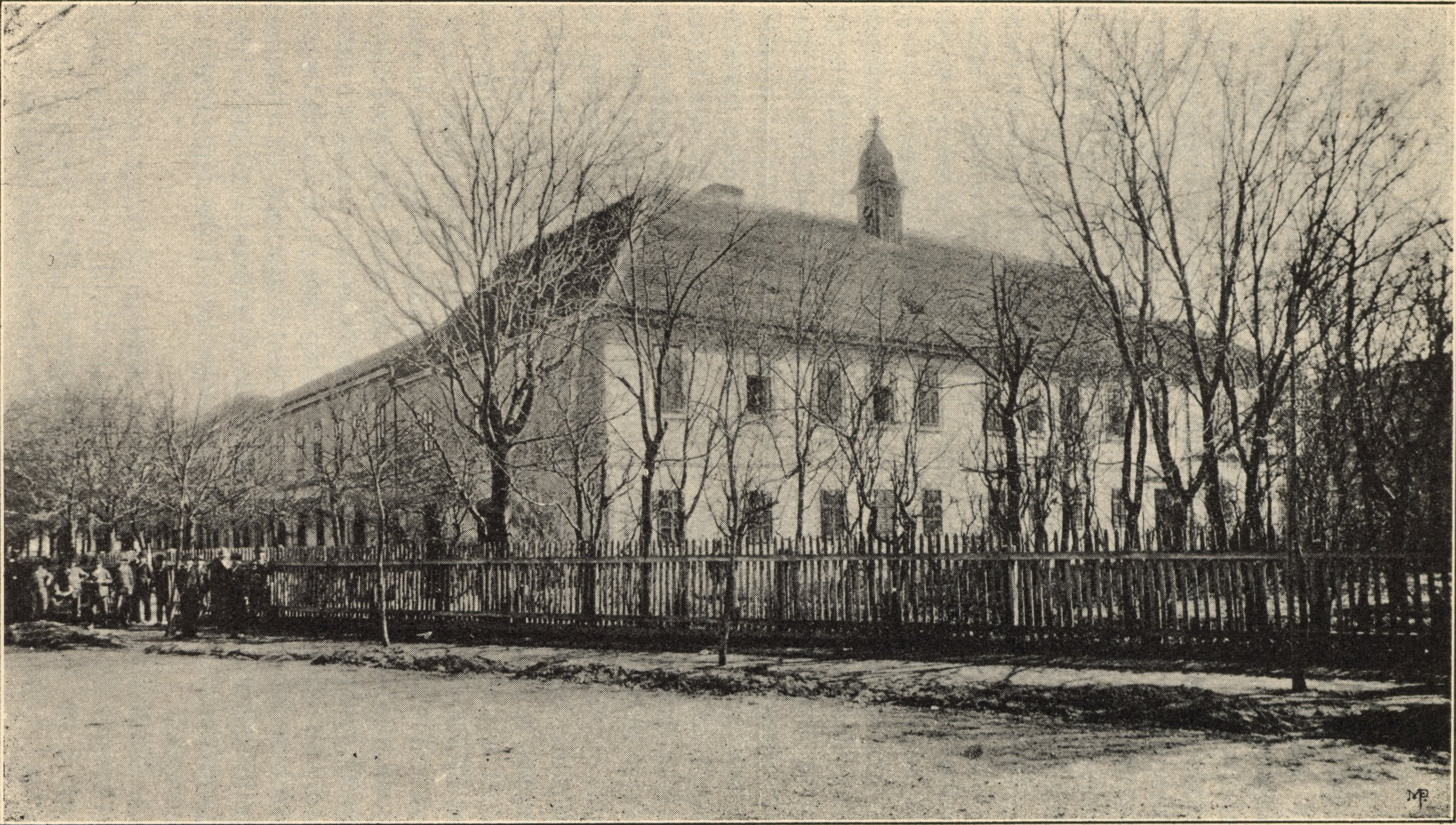
A nagykanizsai piarista iskola első épülete az Eötvös téren (1896)

Az alapító 1765. október 26-án hunyt el, pár nappal azelőtt, hogy az első piaristák Csaukay Jób házfőnök vezetésével megkezdték a tanítást Nagykanizsán. Az első évben a hat gimnáziumi osztályba 394 diák jelentkezett és a létszám – a II. József uralkodása alatti tandíjas időszak és napóleoni háborúk alatti évek kivételével – általában elérte a 200-at.
A csekély alapítvány miatt azonban az intézmény kezdetben nehéz anyagi helyzetben volt. A 19. század során legfontosabb támogatója Nagykanizsa városa lett. A város állította fel 1813-ban a II. Ratio educationis által előírt első gimnáziumi osztályt, eleinte világi tanítóval, az elemi iskola épületében. 1822-ben ez az osztály piarista tanárt kapott, majd a következő évtől az elemi iskola 2. osztálya is, a gimnázium igazgatója pedig egyben a városi elemi iskolát is vezette (egészen 1870-ig). A két új tanár ellátásán túl a város vállalta a gimnázium bővítését és az épületek fenntartását. A bővítést követően, 1826-ban a szerzetesi közösség, amely addig csak residentia rangú volt, teljes jogúvá rendházzá (domus) vált, a magyar rendtartományban utolsóként. 1843 és 1848 között a gimnázium igazgatói az akkor fölállított tanítóképzőt is vezették, amely az egy elemi iskolai épületben működött.

### 1850-től 1948-ig
Az 1848/1849. évi szabadságharc után az iskola 1850-ben négyosztályos kisgimnáziumként nyílt meg újra, nem több, mint 80-100 diákkal. A város azonban nyolcosztályossá kívánta fejleszteni, ezért 1865-ben főgimnáziumi bizottságot alakított. Batthyány Fülöp herceg, a zalavári apátságot birtokló göttweigi apát és mások támogatásával vállalni tudták, hogy gondoskodnak az újabb tanárok fizetéséről, lakásáról és a gimnázium bővítéséről. Így 1867-ben megnyílt az ötödik, 1870-ben a hetedik, 1871-ben pedig a nyolcadik osztály. Az első érettségit 1872-ben tartották. Az önképzőkört 1874-ben Fekete Endre alapította meg, akkor még „gyakorló iskolának” nevezték, 1933-ban pedig Virág Benedek nevét vette föl. A diákok létszáma folyamatosan növekedett, 1895-től az alsóbb évfolyamokon párhuzamos osztályokat kellett felállítani.
Mivel a többször bővített öreg épületegyüttes kicsinek bizonyult a főgimnázium számára, bővítésére többféle terv is született. Eleinte, 1896-ban, a város az eredeti épület átalakítását határozta el, végül azonban 1904-ben a piarista gimnáziumot és a rendházat „ideiglenesen” a Sugár úti kiürült honvéd laktanyába költöztették. A gimnázium elhelyezésének végleges megoldása húsz év múlva valósult meg, amikor 1923-ban a piaristák megkapták a nagyobb, alkalmasabb és időközben szintén megüresedett Sugár úti Frigyes-laktanyát.
A rendházban már a 18. századtól kezdve voltak bentlakó diákok (köztük például Deák Ferenc 1813 és 1817 között), szervezett konviktus azonban csak 1928-ban jött létre a Sugár úti laktanya hátsó épületének átalakításával, 50 diák részére, négy piarista prefektussal.
Az iskolához tartozó templom 1934-ben épült föl a telek északkeleti sarkára Vécsey Barnabás városi építészmérnök terve szerint. A homlokzat díszítését, a piarista címert Noll József, a gimnázium művész-tanára tervezte. A templomot 1934. december 8-án szentelte föl Rott Nándor veszprémi püspök Pirrotti Szent Pompiliusz olasz piarista tiszteletére.
Eközben a közoktatás törvényi szabályozása folytán az iskola 1924-től reálgimnázium lett, majd 1935-től felmenő rendszerben, az I. osztálytól kezdve „egységes gimnáziummá” alakult.
A második világháború alatt, 1944. szeptember 9-én a helyi német katonai kórház parancsnoka lefoglalta a gimnázium épületét, és november 27-től a rendház felét is a német katonák használták. Helyükre április 3-án mindkét épületbe orosz katonaság költözött, a piaristáknak pedig a Notre Dame apácákkal együtt a konviktus épületébe kellett visszavonulniuk, és ott folyt a tanítás is. A gimnáziumot 1945 szeptemberében, a rendházat 1946. május 20-án kapták vissza a piaristák.
1946/1947-től a gimnázium általános iskolai osztályokkal bővült, és 1945-től már lányokat is fölvettek, ha nem is nagy számban. A 12 osztályos iskolában sokszínű élet folyt: az önképzőkörök (a gimnáziumi Virág Benedek Önképzőkör, az általános iskolai felső tagozatos Deák Ferenc Önképzőkör és a Prónai Antal szavalókör), az 1904-ben alapított Mária Kongregáció és az 1914 óta működő 74. sz. Törekvés cserkészcsapat mellett ének- és zenekar, diákszínpad, regös csoport, sportkör, 1946-tól diákrádió, 1947-től pedig diákönkormányzat is működött.

### Az államosítás után
1948-ban az iskolát és a konviktust is államosították, és a Miasszonyunkról nevezett kanonisszák (Notre Dame) leánygimnáziumával összevonva Irányi Dániel Gimnázium néven működött tovább. 1957-ben Landler Jenő kommunista népbiztos (a piarista gimnázium diákja), a diktatúra bukásakor, 1990-ben pedig Batthyány Lajos nádor (a piarista gimnázium alapítója) nevét vette föl.
Az államosítás után a nagykanizsai piaristák is elsősorban lelkipásztori munkával foglalkoztak. Templomukat 1948-ban a veszprémi püspök egy új, Szent Imréről elnevezett plébánia központjává tette, az addigi két nagykanizsai plébánia határainak átrendezésével,. (Mindszenty József veszprémi püspök ugyan már 1944. nov. 27-én kinevezte a terület nélküli „piarista plébánia” élére Szűcs Imre hittanárt, ez azonban csak a szovjet csapatok esetleges intézkedései elleni biztosíték volt.) A piaristák nagykanizsai tevékenysége 1950. június 9-ről 10-re forduló éjszaka ért véget, amikor a kommunista hatalom a rendház minden tagját a váci püspöki palotába deportálta, és megmaradt épületeiket is államosította. A plébánia vezetését Puska Ferenc hitoktató, egyházmegyés pap vette át.

### Újjászervezése 1992-től

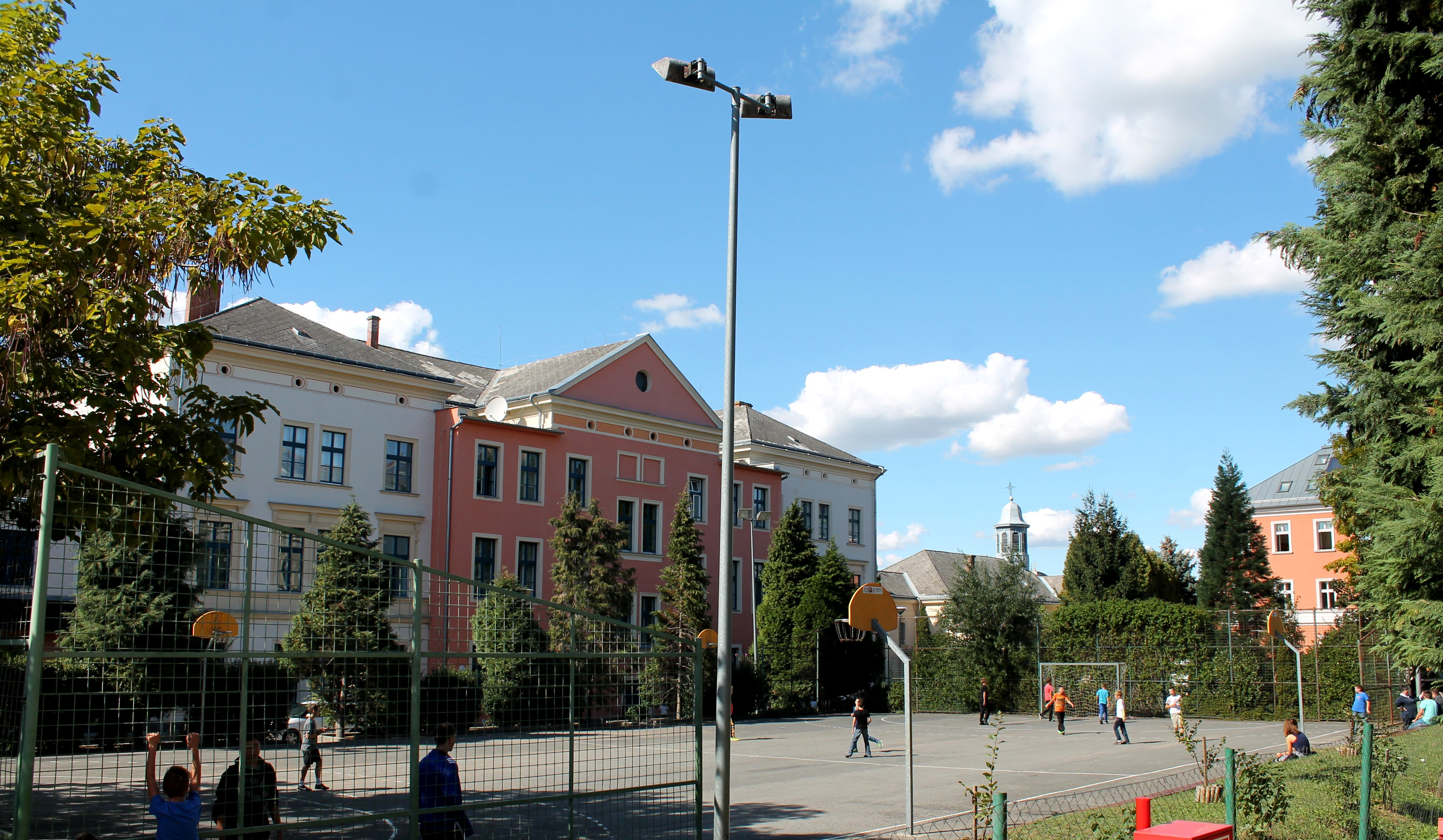
A piarista iskola udvara (2015)

A kommunista diktatúra bukása után a piarista iskola 1992-ben éledt újra. Mivel eredeti épületeit akkor még több önkormányzati iskola használta, a város a Batthyány utca 21. szám alatti elhagyott bölcsőde épületét engedte át. Az egyetlen általános iskolai első osztállyal 16 fős volt. A folyamatosan bővülő intézmény 1993 nyarán a Petőfi utca 3. alatti iskolaépületbe, majd 1995-ben a Sugár útra költözött, az egykori piarista diákotthon épületébe. Az iskola első igazgatója Uzsoki Lászlóné volt, majd helyét 1996-tól Perendy László piarista vette át. Az iskola és a rendház lassanként kapta vissza a rend egykori épületeit: 1997-ben az egykori rendház második emeletét, majd 1998-ban az egészet (a benne működő Hunyadi János Általános Iskola megszűnt), 2000 nyarán az egykori gimnázium déli szárnyának földszinti folyosóját, 2002 augusztusában az északi szárny földszintjét (ahol tanári szoba, igazgatói és gazdasági iroda került kialakításra), 2004-ben az északi szárny második emeletét, végül 2006 január 23-án az első emeletet és a „labor” épületet. Eközben az iskola gimnáziummá fejlődött, ahol az első osztály 2004-ben érettségizett, és 2001-ben megnyílt a diákotthon is.
Az intézmény 2008-ban óvodával bővült, amely eleinte az általános iskola alsó tagozatának épületében (az egykori konviktus helyén), a földszinten kapott helyet. 2015-ben ettől délre önálló épületszárnyat emeltek az óvoda számára négy csoportszobával és játszótérrel. Az óvoda névadója Celestina Donati (1848–1925) piarista nővér, a piarista nővérek rendjének (Calasanziane) alapítója.

## Az iskola jeles tanárai, diákjai

### Jeles tanárok
- Csaukay Jób (1711–1784) 1765/66-1775 az első nagykanizsai piarista elöljáró korábban korponai, nagykárolyi, később tokaji házfőnök
- Dományi Márk (1740-1814) piarista, provinciális
- Simai Kristóf (1744-1833) piarista, színpadi szerző,
- Bolla Márton (1751-1831) piarista, provinciális
- Keszthelyi László (1732–1809) piarista, nagykárolyi, kőszegi, selmecbányai, kolozsvári, debreceni, nyitrai rektor, latin költő
- Valla Jácint (1752–1814) 1785-1787 piarista, latin költő, a római Árkádia Akadémia tagja
- Endrődy János (1757-1824) 1785/86 piarista, irodalomtörténész, nagykárolyi és kalocsai házfőnök
- Szablik István (1746-1816) 1776 piarista, fizikus, az első magyarországi sikeres hőlégballonkísérlet megvalósítója (1784)
- Schmidt Antal (1782–1849) piarista, Deák Ferenc kedves tanára volt, később temesvári rektor és igazgató
- Palotai (Purgstaller) József (1806-1867) piarista, filozófus, egyetemi tanár, tartományfőnök
- Somhegyi Ferenc (1813–1879) piarista, provinciális
- Szabóky Adolf (1821–1880), piarista, az első magyarországi katolikus legényegylet alapítója (1856)
- Jallosics Endre (1791–1862) piarista, latin és magyar üdvözlőversek költője
- Perlaky Mihály (László), 1814–1889), piarista, nemzetőr, 1849-ben „az ifjúság izgatása” miatt másfél év börtönbüntetést szenvedett, később kilépett a rendből, és az állami számvevőszék tisztviselője lett
- Magyar Gábor (1842-1912), piarista, provinciális
- Maywald József (1849-1911) piarista, latin és görög filológus, tankönyvíró
- Pachinger Alajos (1846–1913) piarista igazgató, biológus
- Perényi József (1871-1938) piarista, irodalom- és színháztörténész
- Czirbusz Géza (1853-1920) piarista, földrajztudós, egyetemi tanár
- Kerkai József (1895-1972) piarista, a nagykanizsai Notre Dame Leánygimnázium, majd a nagykárolyi piarista gimnázium igazgatója, a kommunizmus áldozata (2 év Kistarcsán)
- Juhász Miklós (1917-1981) piarista, művelődéstörténész, hittanár, a kommunizmus áldozata (8 év börtön)

### Jeles diákok
- Virág Benedek (1752–1830) pálos szerzetes költő, történetíró
- Plánder Ferenc (1796–1867) novai plébános, a Göcsej néprajzi írója
- Deák Ferenc (1803–1876) jogász, politikus, igazságügy-miniszter „a haza bölcse”
- Gasparich Márk Kilit (1810–1853) ferences szerzetes, szabadságharcos
- Bedekovich Kálmán (1818–1889) a magyar kormány első horvát minisztere, majd horvát bán
- Tandor Ottó (1852–1913) építész, műegyetemi tanár
- Wlassics Gyula (1852–1937) vallás és közoktatási miniszter, akadémikus
- Halis István (1855–1927) nagykanizsai helytörténész, várospolitikus, író.
- Malonyai Dezső (1866-1916), író, művészettörténész
- Kaán Károly (1867–1940) erdőmérnök, államtitkár, akadémikus
- Királyi Pál (József) (1818–1892) újságíró, író, politikus
- Hevesi Sándor (1873–1939) író, dramaturg, a Nemzeti Színház igazgatója
- Sabján Gyula (1875–1939) Nagykanizsa polgármestere (1913–1930)
- Prinz Gyula (1882–1973) geológus, egyetemi tanár, akadémikus
- Pikéthy Tibor (1884–1972) a váci székesegyház karnagya, a váci zeneiskola tanára, zeneszerző
- Mező Ferenc (1885-1961), sporttörténész, olimpiai bajnok
- Jakoby Antal (1889–1972) dalénekes, énektanár (Kolozsvár)
- Fejtő Ferenc (1909–2008) író, újságíró, történész (Párizsban)
- Mathia Károly (1902–1961) alezredes, zeneszerző, népzenekutató
- Bogyay Tamás (1909–1994), művészettörténész (München)
- Lékai László (1910–1986) esztergomi érsek
- Előd István (1912-1990) piarista szerzetes, teológus, a budapesti Kalazantinum igazgatója
- Magyar László (1913–1997) piarista szerzetes, nyelvkönyvíró
- Ponory Thewrewk Aurél (1921–2014) csillagász
- Tüskés Tibor (1930–2009) író, irodalomkritikus
- Szentirmai József (1931–2003) építészmérnök, útikönyvíró, cserkészvezető
- Schmidt Egon (1931–2023) ornitológus, természettudományos ismeretterjesztő művek szerzője

## Külső hivatkozások
- A nagykanizsai Piarista Iskola honlapja